# اسکات لیک (فلوریدا)
اسکات لیک (به انگلیسی: Scott Lake) یک منطقهٔ مسکونی در ایالات متحده آمریکا است که در شهرستان میامی-دید، فلوریدا قرار دارد. اسکات لیک ۸٫۷ کیلومتر مربع مساحت و ۱۴٬۴۰۱ نفر جمعیت دارد.